# Litis contestatio
Litis  contestatio är inom romersk rätt ett fastslående och formulerande genom överenskommelse mellan parterna av tvistefrågan i en process för att bilda grundval för domen.
I medeltidens italienska processrätt benämndes svarandens genmäle i själva saken för litis contestatio, och den ålåg denne som förpliktelse. Numera anses den ståndpunkten övergiven. Nyare processrätt fordrar ej aktivt deltagande av svaranden i tvistemålsprocessen.